# Leonardo Gadelha
Leonardo de Melo Gadelha (Brasília, 12 de maio de 1975) é um administrador e político brasileiro. Filiado ao Podemos (PODE), foi presidente do Instituto Nacional do Seguro Social (INSS) durante o governo do presidente Michel Temer, deputado federal pela Paraíba, deputado estadual da Paraíba e vice-prefeito de Sousa.

## Biografia

### Família e educação
Gadelha é filho de Marcondes Gadelha e de Magna Gadelha, neto de José Gadelha e sobrinho do ex-deputado estadual Renato Gadelha. Seu pai e seu avô também exerceram o cargo de deputado federal.
Entre 1993 e 1997, cursou administração de empresas no Centro Universitário de Brasília. Em 1998, realizou pós-graduação em administração de empresas pela Universidade da Califórnia em Berkeley. Mais tarde, completou pós-graduação em gestão financeira pela Fundação Getúlio Vargas e, em 2006, tornou-se mestre em gestão pela Universidade de Brasília.

### Carreira profissional
Gadelha trabalhou como gerente de vendas e marketing da AMBEV, em Goiânia, Goiás em 2000. De 2004 a 2005, foi professor universitário na UnB-Sebrae, em Brasília. Posteriormente, foi consultor no Programa das Nações Unidas para o Desenvolvimento (PNUD), do Ministério da Educação.

### Carreira política
Em 2004, Gadelha foi candidato a vice-prefeito de Sousa, na Paraíba, na chapa liderada por seu tio, Salomão Benevides Gadelha. A chapa obteve 15.426 votos, o que representou 46,46% dos votos válidos.
Na eleição de 2006, Gadelha foi eleito para Assembleia Legislativa da Paraíba com 21.531 votos (1,10% dos votos válidos), enquanto filiado ao Partido Socialista Brasileiro (PSB). Em 2009, filiou-se ao Partido Social Cristão (PSC). Em outubro do mesmo ano, foi designado pelo governador José Maranhão como secretário estadual de Infraestrutura, permanecendo neste cargo até maio de 2010. Também integrou o Conselho de Administração da Companhia Paraibana de Gás (PB Gás) entre 2009 a 2010.
Gadelha concorreu a uma vaga na Câmara dos Deputados na eleição de 2010. A votação obtida, de 73.743 votos (3,78%), garantiu-lhe a primeira suplência. Em 22 de dezembro de 2011, foi empossado para a 54.ª Legislatura, em decorrência do afastamento da deputada Nilda Gondim.
Como deputado federal, Gadelha foi vice-líder de seu partido (2012 a 2014), titular da Comissão de Relações Exteriores e de Defesa Nacional (2012 a 2013), titular da Comissão de Constituição e Justiça e de Cidadania (2013 a 2014) e titular da Comissão de Seguridade Social e Família (2014).
Em junho de 2014, o presidenciável Pastor Everaldo anunciou a escolha de Gadelha como seu candidato a vice-presidente da República na eleição daquele ano. Em outubro, Everaldo e Gadelha obtiveram 780 mil votos, ou 0,75% do total de votos válidos, e classificaram-se como a quinta chapa mais votada.
Em 2016, Gadelha foi indicado para ser o candidato a vice-prefeito de João Pessoa na chapa de Manoel Junior. No entanto, Manoel desistiu de sua candidatura e acabou sendo nomeado vice-prefeito de Luciano Cartaxo.

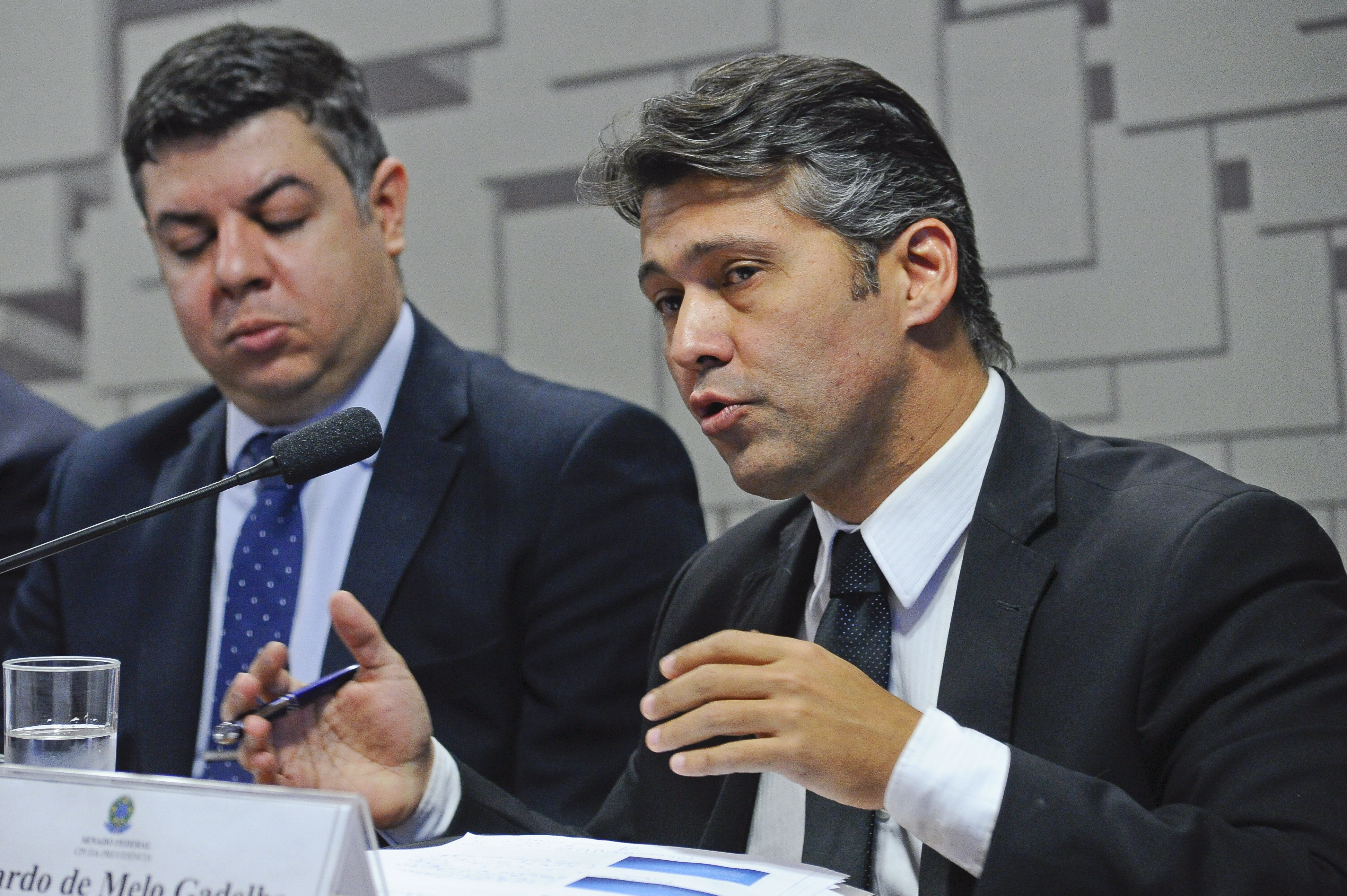
Gadelha durante sessão da CPI da Previdência na Câmara dos Deputados, em agosto de 2017

No final de junho de 2016, o presidente Michel Temer nomeou Gadelha como presidente do Instituto Nacional do Seguro Social (INSS). Gadelha havia sido indicado ao cargo pela bancada do PSC. Empossado em 13 de julho, à época a autarquia contava com 37 mil funcionários. Gadelha deixou o cargo em novembro de 2017 para dedicar-se aos seus projetos políticos.
Em 2018, Gadelha concorreu novamente ao cargo de deputado federal. No entanto, com 60.782 votos (3,06%), não foi eleito, alcançando a primeira suplência. Em fevereiro de 2020, anunciou sua pré-candidatura a prefeito de Sousa. Ficou em segundo lugar no pleito, com 9.714 votos.
Em 2021, tomou posse como Deputado Federal, pelo PSC, substituindo Edna Henriques (PSDB).